# Nuevo Baztán
Nuevo Baztán – miasto w Hiszpanii we wspólnocie autonomicznej Madryt, 45 km od Madrytu. Początki miasta sięgają  XVIII w., kiedy to zostało odłączone od Olmeda de las Fuentes i w 1709 r. nadane mu zostały prawa miejskie. Popularna miejscowość wypoczynkowo - letniskowa, wiele rodzin głównie z Madrytu i Alcalá de Henares posiada tu swoje letnie rezydencje.